# Piper morianum
Piper morianum är en pepparväxtart som beskrevs av William Trelease. Piper morianum ingår i släktet Piper och familjen pepparväxter. Inga underarter finns listade i Catalogue of Life.